# Крістіан Узінгер
Крістіан Леопольд Ернст Узінгер (нім. Christian Leopold Ernst Usinger; 21 серпня 1894, Вільгельмсгафен, Німецька імперія — 8 березня 1949, табір для військовополонених 3840, Шуя, РРФСР) — німецький воєначальник, генерал-лейтенант вермахту. Кавалер Лицарського хреста Залізного хреста.

## Біографія
1 серпня 1914 року вступив у 1-й піший артилерійський полк. Учасник Першої світової війни, командир взводу, потім роти свого полку. В 1920 році пройшов демобілізований і вступив у поліцію. 1 жовтня 1935 року перейшов у вермахт. З 26 серпня 1939 року — командир 622-го артилерійського полку. З грудня 1941 року — артилерійський командир 146, з 27 квітня 1942 року — 110. З 20 жовтня 1942 року — командир 223-ї піхотної дивізії. З 26 листопада 1943 року — вищий артилерійський командир 315 при 16-й армії. З 20 квітня 1945 року — командир 1-го армійського корпусу. 8 травня 1945 року взятий в полон радянськими військами в Прієкуле. Помер в табірному шпиталі від туберкульозу.

## Сім'я
5 червня 1926 року одружився з Елізабет Ган (1904 — 5 листопада 1950, Мюнхен). Вдова Узінгера загинула в автокатастрофі.

## Звання
- Оберлейтенант запасу (1920)
- Оберлейтенант поліції (1921)
- Гауптман поліції (7 квітня 1924)
- Майор поліції (1935)
- Майор (1 жовтня 1935; патент від 1 лютого 1935)
- Оберстлейтенант (1 жовтня 1937)
- Оберст (1 жовтня 1940)
- Генерал-майор (1 грудня 1942)
- Генерал-лейтенант (1 вересня 1943)

## Нагороди
- Залізний хрест 2-го і 1-го класу
- Почесний хрест ветерана війни з мечами
- Медаль «За вислугу років у Вермахті» 4-го, 3-го, 2-го і 1-го класу (25 років)
- Застібка до Залізного хреста 2-го і 1-го класу
- Медаль «За зимову кампанію на Сході 1941/42»
- Німецький хрест в золоті (19 вересня 1942)
- Лицарський хрест Залізного хреста (15 вересня 1944)